# Polling (red informática)
Polling es una forma de control en redes de área local, según la cual la unidad central de procesamiento pide, de acuerdo con una programación determinada a cada puesto de trabajo conectado a la red, si ha de enviar alguna información. El término proviene del inglés poll, que significa «sondeo». También se puede entender como el sondeo que realiza un servidor para comprobar el estado de cada terminal en una red.

## Ventajas
Permite trabajar con redes de una longitud media o grande y redes con carga media. La longitud de los bloques permite que sea mayor. 